# Gonatodes purpurogularis
Gonatodes purpurogularis är en ödleart som beskrevs av  Esqueda 2004. Gonatodes purpurogularis ingår i släktet Gonatodes och familjen geckoödlor.
Artens utbredningsområde är Venezuela. Inga underarter finns listade i Catalogue of Life.